# Beryl Cunningham
Beryl Cunningham née à Montego Bay, en Jamaïque le 8 août 1946 et morte à Borbona, Italie, le 11 décembre 2020,, est une actrice, modèle, chanteuse et présentatrice jamaïcaine active en Italie.

## Biographie
Beryl Cunningham est la fille d'un professeur d'université. Après l'obtention du diplôme d'études secondaires elle déménage à Londres pour fréquenter l'université et poursuivre une carrière de mannequin.
La carrière de Beryl Cunningham au cinéma, après quelques rôles secondaires, a été lancée à la fin des années 1960 par le drame érotique Le salamandre, dirigé par Alberto Cavallone, qu'elle a accepté de tourner gratuitement,. Peu de temps après elle tourne dans trois succès commerciaux, Concerto per pistola solista, réalisé par Michele Lupo, La Possédée du vice et Le Décaméron noir, ces deux derniers dirigés par Piero Vivarelli, à l'époque son partenaire. Par la suite elle a joué dans plusieurs films de genre et dans Affreux, sales et méchants d'Ettore Scola, mais ne réussissant pas à profiter de son succès précoce, elle se retire au début des années 1980.
Au cours de sa carrière Beryl Cunningham a également été présentatrice, entre autres pour l'édition 1971 du Cantagiro, et chanteuse, enregistrant entre autres Tua une reprise du succès de Jula De Palma. En 1979, elle était invitée régulière de l'émission de télévision Playboy di mezzanotte.
En 1981, elle a publié un livre de recettes aphrodisiaques jamaïcaines, La cucina giamaicana, publié par Edizioni Crochet.

## Filmographie partielle

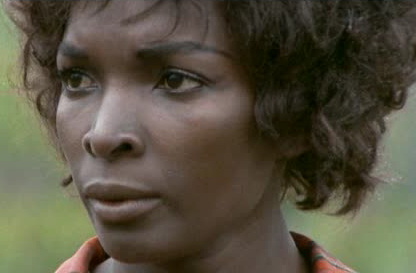
Beryl Cunningham dans Le Décaméron noir (1970)

- 1969 : Le salamandre de Alberto Cavallone
- 1969 : Una storia d'amore de Michele Lupo
- 1969 : Tarzana, sesso selvaggio de James Reed
- 1970 : Concerto per pistola solista de Michele Lupo
- 1970 : La mort remonte à hier soir (La morte risale a ieri sera) de Duccio Tessari
- 1970 : La Possédée du vice de Piero Vivarelli
- 1971 : Quickly... spari e baci a colazione de Alberto Cavallone
- 1972 : Le Décaméron noir de Piero Vivarelli
- 1974 : Il dio chiamato Dorian de Massimo Dallamano
- 1976 : Affreux, sales et méchants de Ettore Scola
- 1976 : La nipote del prete de Sergio Grieco
- 1979 : Le Continent des hommes-poissons de Sergio Martino
- 1983 : Les Exterminateurs de l'an 3000 (Gli sterminatori dell’anno 3000) de Giuliano Carnimeo (crédité : Jules Harrison)

## Discographie partielle

### Singles
- 1972 :  
  - Djamballa (Il Dio Serpente)/Calypso Blues (RCA, 7")
  - La reina bella (RCA, 7")
- 1976 : 
  - To Charlie Club (SB, 7")
  - Lover Baby/Come On Let's Black Love (Dany Record, DR 1006, 7")
- 1978 : 
  - Tua/Why-O (Love, MD F 007, 7")
  - Charlie/Black Key (7")